# Koszmosz–62
A Koszmosz–62 (oroszul: Космос 62) Koszmosz műhold a szovjet műszeres műhold-sorozat tagja. Háromfokozatú kísérleti telekommunikációs műhold, típusa Sztrela-1 (Стрела-1), valamint a harmadik fokozat geofizikai egység.

## Küldetés
Katonai és kormányzati híradástechnikai feladatok ellátására tervezték, készítették. A rendszerbe állított űreszközök, az előző távközlési műholdak pótlását, kiegészítését biztosították, elősegítve a kommunikációs terület megbízható lefedését.

## Jellemzői
Katonai és polgári (tudományos) rendeltetésű, az OKB-10 (oroszul: Опытно-конструкторское бюро) tervezőirodában kifejlesztett műhold. Üzemeltetője a moszkvai MO (Министерство обороны) minisztérium.
1965. március 15-én a Bajkonuri űrrepülőtér indítóállomásról egy Koszmosz-1 (8K65) típusú hordozórakétával juttatták Föld körüli pályára. Az orbitális egység pályája 104,6 perces, 56 fokos hajlásszögű, az elliptikus pálya perigeuma 261 kilométer, apogeuma 1695 kilométer volt. Hasznos tömege 50 kilogramm. A sorozat felépítését, szerkezetét, alapvető fedélzeti rendszereit tekintve egységesített, szabványosított tudományos-kutató űreszköz. Áramforrása kémiai akkumulátor és napelemek kombinációja.
Az három műholdat – Koszmosz–61, Koszmosz–62 és Koszmosz–63 – egyetlen hordozórakétával juttattak pályára. A Szovjetunió európai – Távol-keleti, illetve tengeri (hadiflotta, kereskedelmi flotta) összeköttetésének felgyorsítását szolgálta. Rádióüzenetek vételére (vevő), lejátszására (adó) szolgáltak.
1968. szeptember 24-én belépett a légkörbe és megsemmisült.